# Richard Meade
Richard John Hannay Meade (ur. 4 grudnia 1938 w Chepstow, zm. 8 stycznia 2015 w West Littleton) – brytyjski jeździec sportowy (Walijczyk). Trzykrotny złoty medalista olimpijski.

## Życiorys
Sukcesy odnosił we Wszechstronnym Konkursie Konia Wierzchowego. W 1972 w Monachium wywalczył złoto w obu rozgrywanych konkursach, indywidualnym i drużynowym. Cztery lata wcześniej, podczas igrzysk rozgrywanych w Meksyku, był członkiem złotej drużyny. Oficer Orderu Imperium Brytyjskiego (OBE).

## Starty olimpijskie (medale)
Meksyk 1968
- konkurs drużynowy (Cornishman V) – złoto

Monachium 1972
- konkurs indywidualny i drużynowy (Laurieston) – złoto